# シルバーショック
シルバーショックとは銀相場が高騰する事態にオイルショックに準えてつけられた名称である。
古くから銀は産出量が限られ、金と並び、貨幣や工業用素材として広く使用されることから、投資の対象にもなっている。時には、投機的な資金が流入して、相場価格が乱高下することがある。

## 概要
投資の対象として注目されるようになった発端は、1979年 - 1980年のハント兄弟が、工業用にも利用されている銀の価格が、金相場と比べて低いことに着目した買い占め(銀の木曜日)がきっかけであり、1月18日にはニューヨーク市場で瞬間最高値1オンス50ドル超を記録するなど、一時は20倍もの価格上昇が発生した。1996年には、アメリカ合衆国の投資家であるウォーレン・バフェットが、世界の年間供給量の5分の1を買い占めたと表明し、直後に暴騰が生じた。2011年4月頃にも、1980年にハント兄弟の買占めに迫る価格まで価格が急上昇したが、先物取引の規制（証拠金の上積み規制）がなされたために暴落するなど、依然として混乱は見られる。

## 影響
写真工業分野、歯科医療に影響を与えた。銀食器、銀器が大量に鋳つぶされた。特に最も銀消費量が多かった写真工業分野では影響が深刻で、X線写真のフィルムでは採算割れするほどだったが、各社は社会的役割の重要性により供給を続けた。写真感光材料工業会は、1980年2月に窮状を訴える広告を出した。まもなく相場は下降したが、これを契機に写真工業界は現像時の銀回収システムの確立や、銀塩フィルムや印画紙・現像液を全く使わないデジタルカメラ（CCDイメージセンサ・CMOSイメージセンサ）、コンピュータX線撮影のような代替技術を開発した。
現在ではデジタルカメラへの移行が相当進んでいることなどから（2014年現在）、ハント兄弟の買い占めに際して発生した、写真フィルム/レントゲンフィルムの価格高騰のような事態は今後発生しないと考えられているものの、新興国の経済発展により銀の需要は産出量を上回り、インフレーション対策で保有するなど、長期的に相場は上昇する傾向にあり、レアメタル等、他の資源では再発する可能性がある。

## 註・出典
1. 1 2 3 4  “シルバーショック”当社を襲う
2. ↑  これを契機として写真感材メーカー各社は脱銀化に向けた取り組みを加速した。